# Obryw (Krym)
Obryw (ukr. Обрив, ros. Обрыв) – wieś na Ukrainie, w Autonomicznej Republice Krymu (de iure stanowiącej integralną część państwa ukraińskiego, w 2014 anektowanej przez Rosję i odtąd funkcjonującej jako Republika Krymu), w rejonie symferopolskim. W 2021 liczyła 95 mieszkańców.